# チーム・バチスタシリーズの登場人物
チーム・バチスタシリーズの登場人物（チーム・バチスタシリーズのとうじょうじんぶつ）では、テレビドラマ「チーム・バチスタシリーズ」（『チーム・バチスタの栄光』『チーム・バチスタ2 ジェネラル・ルージュの凱旋』『チーム・バチスタ3 アリアドネの弾丸』『チーム・バチスタ4 螺鈿迷宮』『チーム・バチスタFINAL ケルベロスの肖像』）の登場人物について解説する。原作については「田口・白鳥シリーズ」を参照。

## 主要人物
田口公平
演 - 伊藤淳史
東城医大の心療内科医・特別愁訴外来責任者。
自他共に愚痴聞きのプロであり、同僚や患者などの心をつかむことが得意。だが、逆に言うとそれしかできないと認識を持たれていて、本人も「僕には話を聞くことしかできないけれど」といったニュアンスの言葉をたびたび口にする。
非常に心根が優しく純粋な性格。愚直なうえに鈍臭いので見下されることも多々あるが、真摯に物事に取り組む姿勢や相手を思いやる優しさを持っているため、次第に相手の心をとかしていく。1作目当時はお人好しが行き過ぎて他者を疑うことが全くできず、現実から目を背けていた節さえあったが、白鳥の厳しい指摘と糾弾を受けてそれが間違っていることに気付く。また、調査対象の面々が心に抱えるものを何とかしたいという思いと、患者を救いたい思いから、徐々に成長。現実を直視できるようになる。以後は相手の「心」を信じながらも、必要に応じて「罪」は疑うというスタンスになった。シリーズが進むにつれて相手を受け止めるその度量が大きくなっている。
白鳥とはあらゆる点で正反対であり、互いの欠けた部分を補い合うようになっている。聞き取り調査においては、二人で役割を分担する。白鳥の横暴さにはいつも振り回されて辟易しているが、彼の人となりを知ってからはコンビを組まされることを嫌がらなくなった。目の前の打開を白鳥に任せる一方で、様々なものを抱える白鳥の心を支えている。
原作同様に血が苦手。これにより外科医を諦めた過去がある。家族構成は祖父と二人の妹。両親は亡くなっている。チーム・バチスタの一員である酒井、救命医の和泉とは大学時代の同期。背が低いことをいじられるのを嫌がる。好物はチーズケーキ。
白鳥圭輔
演 - 仲村トオル
厚生労働省・大臣官房秘書課付技官兼医療過誤死関連中立的第三者機関設置推進準備室室長。2では保健局特別監査室室長代理兼任。3では桜宮Aiセンター設立準備室兼任。4では終末期医療多面展開施策室兼任。
チーム・バチスタの調査に来たことで田口と出会う。非常に攻撃的な性格で、何においてもまず相手を疑う。相手の神経を逆撫でして怒らせる言動や態度は、調査のために敢えてやっていると言っているが（本人曰くアクティブフェーズ）、かなりの捻くれ者なため実際は素に近い。後述の過去経験により医者への猜疑心は元々強い。  帝華大学医学部を首席で卒業したほどの頭脳の持ち主で、語学から雑学まで幅広い知識を持つ。普段は冷静沈着だが、悪徳な医者や犯罪者に対しては瞬間的に激昂する場面も何度かある。役人の道を選んだ理由は、血が苦手だからではなく（むしろ全く平気である）、研修医時代の現場経験を通し、役人の立場から医療を変えるため。妻子はおらず、医療過誤によって婚約者と死別した過去を持つ。このことから、医療事故調査委員会設置と死因究明制度の充実に大きな情熱をかけている。  原作よりも更に極端な性格になっているが、正反対の性格づけをされている田口と互いに欠けた部分を補い合う、二人三脚の側面が強い。調査対象を怒らせた時は田口のフォローが必要不可欠となる。また、時に田口の弱さを厳しく指摘して育て、一方で自分の心は田口に支えられているなど、精神面でも助け合っている。  速水晃一とは大学時代の同期という設定になっている。その他、大学時代の恩師、厚労省での上司、大学時代の後輩の刑事、かつて家庭教師をしてあげていた刑事などの関係者も登場している。見た目が良いので調査対象以外の女性からは人気があるものの、調査対象の女性からは各作品で必ず一回はビンタをくらわされる。無類の肉好きで何かにつけて肉を食べているが、これには自分を鼓舞するという意味合いもある。常に着ているスリーピーススーツは「戦闘服」。

## 東城大学医学部付属病院関係者
高階権太
演 - 林隆三
東城大学医学部付属病院院長。
藤原真琴
演 - 名取裕子
特別愁訴外来看護師。
黒崎誠一郎
演 - 榎木孝明
心臓血管外科教授・リスクマネジメント委員会委員長。
曳地敦夫
演 - 佐野圭亮
放射線科医・リスクマネジメント委員会副委員長。
三船大介
演 - 利重剛
東城医大病院事務長。

## チーム・バチスタ関係者
桐生恭一
演 - 伊原剛志
心臓血管外科医で執刀医。
高階によりアメリカの病院より招聘された。黒崎は表向きには賛成していたが、裏では反対していたとも。1年余りでいくつものバチスタ手術を成功させてきたがここのところは失敗続き。常に冷静な考えの持ち主である。また、田口のことは最初は相手にしていなかったが、チーム・バチスタ内ではいち早く田口に協力の姿勢を見せる。過去に垣谷の娘を執刀し、失敗したこともある。そのことで垣谷に利用される形でバチスタ事件を起こされた。事件解決後は責任を取る形で辞職し、チーム・バチスタは解散した。
鳴海涼
演 - 宮川大輔
病理医。
桐生の義理の弟で右腕。かつては外科医であり、桐生曰く「俺より優秀」とのことだった。しかし、多発外傷患者の手術中に桐生が握っているメスが鳴海の右腕を切ってしまい、外科医としての道をあきらめ病理医に転向した過去を持つ。このことがあってかアメリカの同僚医師は桐生とともに働いていたことに驚いていた。しかし、桐生と一心同体のようについている。
大友直美
演 - 釈由美子
器械出しの看護師。
氷室貢一郎
演 - 城田優
麻酔科医。
多忙なためまともな食事がとれておらず、睡眠もとれていない。麻酔科医を「オペ室の奴隷」と称する。しかし、桐生に関しては自分を名前で唯一読んでくれると一目置いている。バチスタ事件の一連の犯人であり、スワンガンツカテーテルとジェネレータを改造することによって患者を殺していた。犯行が判明した後は警察に連行される直前に黒崎に暴行したうえで逃亡。逃亡後、自殺を試み、田口の説得により留まるが、何者かに殺された。
垣谷雄二
演 - 鶴見辰吾
心臓血管外科医で第一助手。
最終話で執刀医を担当。優秀だが、万年講師と揶揄されることも。かつて、娘を桐生が執刀した過去を持つ（結果は失敗）。しかし、桐生が招聘されたとき、桐生の執刀を見てわだかまりが解けたかと思ったが、桐生の異変を感じバチスタ事件を引き起こす。
酒井利樹
演 - 鈴木裕樹
心臓血管外科医で第二助手。
羽場貴之
演 - 戸田昌宏
臨床工学技士。

## 救命救急センター関係者
速水晃一
演 - 西島秀俊
救命救急センター部長。
花房美和
演 - 白石美帆
同センター看護師長。
和泉遥
演 - 加藤あい
同センター救命医。
佐藤伸一
演 - 木下隆行（TKO）
同センター副部長代理。
長谷川崇
演 - 戸次重幸
同センター救命医。

## Aiセンター関係者
斑鳩芳正
演 - 高橋克典
警察庁長官官房情報統括室 室長 警視長。
北山錠一郎
演 - 尾美としのり
警察庁刑事局審議官 警視監。
宇佐見壮一
演 - 福士誠治
警察庁刑事局特命広域捜査官 警視。
笹井スミレ
演 - 小西真奈美
東城医大法医学教室 准教授。
島津吾郎
演 - 安田顕（青年期 伊敷明徳）
東城医大放射線科 准教授。スイス・レマン大学で画像解析の研究をしてきた実績を買われAiセンター設立のため招聘された。
須賀秀介
演 - 市川知宏
東城医大法医学教室 助手。
玉村誠
演 - 中村靖日
桜宮署係長 警部補。

## 碧翠院関係者
桜宮巌雄
演 - 柳葉敏郎
碧翠院院長。専門は外科。警察医業務も兼務。
桜宮華緒
演 - 相築あきこ
巌雄の妻で精神科医。息子・葵の事故以降、心を閉ざしてしまう。
桜宮小百合
演 - 水野美紀
巌雄の長女。副院長兼緩和ケア医。
桜宮すみれ
演 - 栗山千明
桜宮家の次女。産婦人科医兼すみれエンタープライズ経営者。
桜宮葵
演 - 山﨑賢人
桜宮家の末っ子長男。崖から転落したことによる事故で他界した。
天馬大吉
演 - 上遠野太洸
アルバイト職員。東城医大の医学生で現在は休学中。
立花善次
演 - 宅間孝行
長野中央総合病院放射線科医。
赤城美智
演 - 左時枝
甲状腺がんの再発患者。